# Dactylodenia tourensis
Dactylodenia tourensis là một loài thực vật có hoa trong họ Lan. Loài này được (Godfery) ined. mô tả khoa học đầu tiên.